# Bohrův magneton
Bohrův magneton (symbol {\displaystyle \mu _{\mathrm {B} }}) je konstanta z fyziky částic. Vyjadřuje přibližně magnetický moment elektronu. Je pojmenována po dánském fyzikovi Nielsu Bohrovi.

## Definiční vztah
Bohrův magneton je definován v jednotkách SI vztahem:
{\displaystyle \mu _{\mathrm {B} }={{e\hbar } \over {2m_{\mathrm {e} }}}\,,}
kde {\displaystyle e} označuje elementární náboj, {\displaystyle \hbar } je redukovaná Planckova konstanta, {\displaystyle m_{\mathrm {e} }} hmotnost elektronu.
Jeho obdoba (ale s jiným rozměrem!) v symetrické (Gaussově) soustavě cgs je definována vztahem:
{\displaystyle \mu _{\mathrm {B} }^{(\mathrm {G} )}={{e\hbar } \over {2m_{\mathrm {e} }c}}\,,}
kde {\displaystyle e} označuje elementární náboj, {\displaystyle \hbar } je redukovaná Planckova konstanta, {\displaystyle m_{\mathrm {e} }} hmotnost elektronu a {\displaystyle c} je rychlost světla ve vakuu.

## Hodnota
V soustavě SI má Bohrův magneton hodnotu:
{\displaystyle \mu _{\mathrm {B} }=9{,}274\,010\,0657(29)\cdot 10^{-24}\,.} J·T−1
Někdy je výhodné vyjádřit jeho hodnotu pomocí elektronvoltů:
{\displaystyle \mu _{\mathrm {B} }=5{,}788\,381\,7982(18)\cdot 10^{-5}\,} eV/T.
Obdoba v Gaussově soustavě cgs má hodnotu:
{\displaystyle \mu _{\mathrm {B} }^{(\mathrm {G} )}=9{,}274\,009\,994(57)\cdot 10^{-21}} erg·G−1.